# OtergeS ottegorP
otergeS ottegorP (letteralmente "Progetto Segreto", letto al contrario) è un album in studio collaborativo dei rapper italiani del collettivo Sano Business Bassi Maestro e Supa, pubblicato senza promozioni il 24 novembre 2017. 
Bassi Maestro si occupa delle produzioni, mentre Supa rappa.
Il disco annovera la partecipazione di Fabri Fibra e dell'altro membro della Cricca Dei Balordi, Rido. L'idea dell'album è un concept che omaggia più volte David Lynch e la sua opera Twin Peaks, oltre a Stanley Kubrick in Stanza 237 (traccia al contrario che richiama Shining).

## Tracce
1. Fulfilled Intro – 0:42
2. Laurà – 3:05
3. So Local – 2:13
4. No Limit (featuring CM odiR) – 3:49
5. ...-... – 2:03
6. Kareem A. (featuring CM odiR) – 2:54
7. Supasolista – 3:33
8. Musica Ghetto – 2:05
9. Stanza 237 (featuring arbiF irbaF) – 1:54
10. Michael J. (featuring CM odiR) – 2:37

Durata totale: 24:55